# Muzio Attendolo Sforza
Muzio Attendolo Sforza (Cotignola, 28 de maig de 1369 — Aterno, 4 de gener de 1424) va ser un condottiero italià, fundador de la dinastia Sforza, va liderar un exèrcit bolonyès i florentí a la batalla de Casalecchio. Fou el pare de Francesc I Sforza, duc de Milà durant 16 anys.

## Biografia
Nascut com Giacomo Jacopo Attendolo a Cotignola (Romanya) a una rica família de la noblesa rural, fill de Giovanni Attendolo i Elisa, probable filla d'Ugolino Petraccini. Muzzo o Muzio era la forma curta del sobrenom de Giacomuzzo, que era el nom del seu avi patern que Va tenir vuit germans: Bosio, Margherita (pel seu primer matrimoni, de Ravignani, i pel segon, comtessa de Morcone), Francesco, Bartolo, Giorgio, Matteo, Tonduzzo i María (per matrimoni marquesa de Pallavicino).
Segons la tradició, el jove Giacomo llaurava un camp quan un escamot de mercenaris liderats per Boldrino da Panicale va passar prop a la recerca de reclutes, va robar un cavall del seu pare i es va reunir amb els soldats. Més tard, juntament amb els seus germans Bosio, Francesco i Bartolo i dos cosins, es va unir a la companyia d'Alberico da Barbiano, qui el va anomenar "Sforza" ("Fort") per la seva fermesa i les seves habilitats per revertir de cop i volta la sort de batalles. En 1398 es trobava en el servei de Perusa contra les tropes milaneses de Joan Galeàs Visconti, a qui Muzio aviat va canviar la seva lleialtat seguint el comportament típic dels caps mercenaris de l'època. Més tard va lluitar per la República de Florència contra els Visconti en 1402 a la batalla de Casalecchio, en la qual va ser derrotat per Joan Francesc I Gonzaga i Alberico da Barbiano. En 1406 va capturar amb Angelo Tartaglia la ciutat de Pisa i posteriorment va ser contractat per Nicolau III d'Este de Ferrara, que estava sent amenaçat per Ottobono Terzi de Parma.
Ladislau I de Nàpols el va nomenar Gran Conestable del regne per lluitar contra la República de Florència i els Estats Pontificis. Després de la mort del rei en 1414, va romandre al servei de la reina Joana II de Nàpols, però va atreure la gelosia de favorit de Joana, Pandolfello Alopo, qui el va fer arrestar i empresonat, però quan les tropes de Sforza van intervenir, Alopo el va alliberar i Joana li va donar els feus de Benevento i Manfredonia, i casant-se amb Caterina Sforza Alopo, la germana de Pandolfello, però uns mesos més tard fou arrestat de nou per una disputa amb Jaume II de la Marca. Va ser alliberat en 1416, després de la caiguda de Jaume del poder, Joana el va tornar el títol de Gran Conestable.
En 1417 Sforza va lluitar per Joana ajudant al Papa contra Braccio da Montone, juntament amb el seu fill Francesc, tornant a Nàpols amb l'oposició de Sergianni Caracciolo, nou amant de Joana. Amb els esdeveniments que van portar a l'arribada de Lluís d'Anjou a Nàpols, en oposició a Alfons el Magnànim, Joana i Sforza van ajudar Sergianni a fugir a Aversa.
En setembre de 1420, va intentar prendre Nàpols però es va veure obligat a fugir per la porta del Carmine. En octubre de 1421, mentre Alfons assetjava Acerra, s'hi va dirigir Sforza per alliberar el setge, però fou aturat per Giovanni Ventimiglia amb un nombrós contingent de cavalleria i infanteria, qui va rebre els reforços de Niccolò Piccinino i Braccio da Montone. Després del combat el desembre de 1421 entre Braccio da Montone i Muzio Sforza a l'entorn del Castel Capuano, on la reina estava sent assetjada, Alfons el Magnànim es va haver de retirar al Castell Nou, però el suport de les 22 galeres comandades per Joan Ramon Folc II de Cardona va millorar la seva posició. La reina, pressionada pels angevins feu marxa enrere i el 1423 adoptà Lluís III d'Anjou (qui onze anys abans havia estat competidor del seu pare al Compromís de Casp). El 10 de juny de 1423 va arribar una flota alfonsina a Nàpols, i l'endemà tingué lloc la batalla de la Porta de Capua entre els angevins Muzio Sforza, Giacomo Acciapaccia, Foschino i Bettuccio Attendoli i altres, contra els alfonsins Federico i Giovanni Ventimiglia foren capturats una vintena de capitans aragonesos, entre ells Giovanni Ventimiglia. L'octubre de 1423 Lluís III va sortir d'Afragola amb Muzio Sforza i Micheletto Attendolo arribant al pont de la Maddalena per forçar la Porta del Carmine, on els van sortir a l'encontre Jacopo Caldora, Berardino de la Carta i Orso Orsini, fent fugir als angevins.
Alfons va posar rumb de tornada als seus regnes, mentre Pere d'Aragó, germà del rei, es quedà a Itàlia per defensar les possessions. A principis de 1424 una flota del duc de Milà va atacar i prendre Gaeta, que estava en mans catalanes, i a continuació es va dirigir a Nàpols, on Jacopo Caldora es va passar al bàndol angeví i els catalans es van retirar i controlar només el Castell Nou i el Castell de l'Ou, mentre les seves cases foren saquejades. En 1423 la ciutat d'Aquila es va rebel·lar i s'hi dirigí per reconquerir-la, i es va ofegar creuant el riu Pescara, i el seu cos va ser arrossegat per les aigües.